# Žlutice
Žlutice (en allemand : Luditz) est une commune du district de Karlovy Vary, dans la région de Karlovy Vary, en République tchèque. Sa population s'élevait à 2 202 habitants en 2024.

## Géographie
Žlutice est arrosée par la Střela et se trouve à 26 km au sud-est de Karlovy Vary et à 92 km à l'ouest de Prague.
La commune est limitée par Verušičky et Čichalov au nord, par Chyše à l'est, par Pšov et Štědrá au sud, et par Bochov à l'ouest.

## Histoire
Jusqu'en 1918, la ville de Luditz fait partie de la monarchie autrichienne (empire d'Autriche), puis Autriche-Hongrie (Cisleithanie après le compromis de 1867), chef-lieu du district de même nom, l'un des 94 Bezirkshauptmannschaften de Bohême.
En octobre 1938, la ville, majoritairement habitée par une population germanophone, est annexée par le Troisième Reich, conformément aux accords de Munich en ce qui concerne la Région des Sudètes. Après la défaite du Reich, les décrets Beneš (1945) contraignent la population allemande de la ville à s'exiler, laissant la place aux Tchèques qui l'appellent désormais exclusivement Žlutice.
Entre 1965 et 1968, fut construit le barrage de Žlutice sur la rivière Střela. Le lac artificiel (en tchèque : Vodní nádrž Žlutice) inonda les villages de Dolánky, Mlyňany et Skoky qui furent abandonnés.

## Administration
La commune se compose de neuf sections :
- Knínice
- Protivec
- Ratiboř
- Skoky
- Verušice
- Veselov
- Vladořice
- Záhořice
- Žlutice

## Transports
Par la route, Žlutice se trouve à 24,5 km de Toužim, à 32 km de Karlovy Vary et à 104 km de Prague.